# ديفيد ميريك
ديفيد ميريك (بالإنجليزية: David Merrick)‏ هو مخرج أمريكي، ولد في 27 نوفمبر 1911 في سانت لويس في الولايات المتحدة، وتوفي في 25 أبريل 2000 في لندن في المملكة المتحدة.

## وصلات خارجية
- ديفيد ميريك على موقع IMDb (الإنجليزية)
- ديفيد ميريك على موقع الموسوعة البريطانية (الإنجليزية)
- ديفيد ميريك على موقع ميوزك برينز (الإنجليزية)
- ديفيد ميريك على موقع قاعدة بيانات برودواي على الإنترنت (الإنجليزية)
- ديفيد ميريك على موقع قاعدة بيانات برودواي على الإنترنت (الإنجليزية)
- ديفيد ميريك على موقع إن إن دي بي (الإنجليزية)
- ديفيد ميريك على موقع ديسكوغز (الإنجليزية)
- ديفيد ميريك على موقع قاعدة بيانات الفيلم (الإنجليزية)